# Kurt Erdmann
Kurt Erdmann (* 9. September 1901 in Hamburg; † 30. September 1964 in Berlin) war ein deutscher Wissenschaftler der sassanidischen und islamischen Kunst sowie der Kunstgeschichte des Orientteppichs, die er zu einem kunsthistorischen Spezialgebiet machte. Er war von 1958 bis 1964 Direktor des West-Berliner Museums für Islamische Kunst.

## Leben und Wirken
Ursprünglich begann Erdmann 1919 mit dem Studium der Germanistik, aber schon bald entwickelte er Interesse an europäischer Kunstgeschichte. 1927 wurde er bei Erwin Panofsky an der Universität Hamburg mit seiner Dissertation Der architektonische Bogen als Kunstform promoviert. Im gleichen Jahr begann er als Volontär an den Staatlichen Museen in Berlin. Er wurde von Friedrich Sarre eingeladen, an der großen Publikation über Teppiche teilzunehmen, die dieser 1928 mit Hermann Trenkwald herausbrachte. Von jetzt an beschäftigte er sich sein Leben lang  wissenschaftlich mit Teppichen. Dieses Interesse schlug sich in zahlreichen Beiträgen nieder, nicht nur hinsichtlich persischer, sondern islamischer Stücke insgesamt.
1948 wurde er Honorarprofessor für Kunstgeschichte an der Universität Hamburg, 1949 wechselte er als Honorarprofessor an die Universität Bonn. Von 1951 bis 1957 lehrte Kurt Erdmann an der Universität Istanbul. Nurhan Atasoy (später Direktorin des Topkapı Saray Museums und selbst Professorin an der Universität) begann ihr Studium 1953 an der Istanbuler Universität, wo Kurt Erdmann islamische und Philipp Schweinfurt byzantinische Kunst lehrten. Sie schreibt darüber wie folgt: „Wir hatten das deutsche System, eine Klasse für alle Studenten für vier Jahre. Ich war eine von vier neuen Studenten. Heute sind es Hunderte. Vier Studienfächer wurden für das Vordiplom benötigt: Klassische Archäologie, Türkische und Islamische Kunst, Byzantinische Kunst und Europäische Kunst. Jeden Sommer unternahmen wir monatelange  Studienexkursionen, die von der Universität ausgerichtet wurden, oft leitete Prof. Erdmann die Gruppe. Wir besuchten Moscheen auf der Suche nach alten Teppichen und halfen ihm, Aufmaß und Pläne zu erstellen sowie Fotos zu machen von alten Karawansereien.“ „Obwohl ich in meinen Kursen nicht sehr gut war“ sagt Atasoy mit typischer Bescheidenheit, „war ich sehr aktiv und half bei der Erforschung. Diese Reisen waren es, die meine Liebe zu Anatolien erweckten.“
Erdmanns Karriere und seine zahlreichen Publikationen waren eng verbunden mit der Islamischen Abteilung der ehemaligen Staatlichen Museen Berlin (West), deren Direktor er von 1958 bis zu seinem Tode war.
Weitere Verdienste erwarb sich Erdmann bei der Rettung und Erhaltung der Berliner Museumsbestände. Die Rückführung der 1945 bis 1946 in die Sowjetunion verbrachten Kunstwerke 1958 und die Restaurierungen des Aleppo-Zimmers sowie zweier Gebetsnischen ermöglichten den vollständigen Bezug aller Räume der Sammlung im Pergamonmuseum bis 1967. In den letzten Jahren vor seinem Tod befasste er sich mit der Planung der islamischen Abteilung im vorgesehenen neuen Dahlemer Museum für asiatische Kunst.
Er war Mitglied des Deutschen Archäologischen Instituts.
Seine Frau Hanna unterstützte ihn bei vielen Publikationen und nahm nach seinem Tod Lehraufträge für islamische Kunstgeschichte an den Universitäten Mainz und Bonn wahr. Der schriftliche Nachlass und die Nachlassbibliothek von Kurt und Hanna Erdmann befinden sich in der Abteilung für Asiatische und Islamische Kunstgeschichte des Instituts für Orient- und Asienwissenschaften an der Universität Bonn.

## Forschungen
Erdmann war von den Vorreitern der Teppichwissenschaft, Wilhelm Bode, Friedrich Sarre und Ernst Kühnel, geprägt und gilt als bedeutender Repräsentant der sogenannten Berliner Schule der Teppichwissenschaft. Die systematische Erforschung der Quellen, Teppichabbildungen auf europäischen Gemälden sowie die Analyse von Mustern, Strukturen und technischen Merkmalen der Teppiche führten ihn zu vertieften Erkenntnissen in die Geschichte der Orientteppiche und deren Systematisierung. Seine wissenschaftlichen Hauptwerke über Teppiche erreichten ein internationales Publikum.
Die Ausgrabungen seines Kollegen Ernst Kühnels von 1928/1929 und 1931/1932 in der Achämeniden-Hauptstadt Persepolis von parthischen und sassanidischen Kunstgegenständen sowie Ankäufe durch das Museum als auch das hohe Interesse zu jener Zeit führten ihn zu einem zweiten Interessengebiet: Erdmann wurde einer der Wegbereiter für die Erforschung der von ihm als „Spätkunst“ bezeichneten sassanidischen Kunst. Die Kunst des vorislamischen Persien, besonders die Zeit der Sassaniden, war von großer Bedeutung für seine Forschungen in den 1930er und 1940er Jahren. Bei seinen Studien von sassanidischen Jagdschalen, die erste systematische Arbeit in dieser Objektgruppe, entwickelte er eine chronologische Folge gemäß den Kompositionsmerkmalen der Königskrone.
Seine Identifizierung des Königs in dem Felsrelief in Ṭāq-e Bostān als Pērōz (r. 457/59–484) löste eine Kontroverse mit Ernst Herzfeld aus, der den König als Kosrow II (r. 591–628) identifiziert hatte. Obwohl Herzfelds Argumente eine breite Akzeptanz fanden, war diese Auffassung lange noch Thema unter den Wissenschaftlern. Es folgten viele Studien zu verschiedenen Aspekten von Felsreliefs, und zur Identifizierung von Kronen. Er befasste sich auch mit dem Einfluss von sassanidischen Themen auf andere Kulturen. Viele seiner Erkenntnisse der sassanidischen Kunst kann man in seiner Veröffentlichung Die Kunst Irans zur Zeit der Sasaniden. finden.
Während Teppiche und Sassanidische Kunst seine beiden Haupt-Interessensgebiete waren, schrieb Erdmann umfangreich über eine Vielzahl anderer Themen, die sich von den Achaemeniden bis zur türkischen Architektur erstreckten. Seine Arbeit im Berliner Museum brachte zahlreiche Veröffentlichungen über Gruppen oder einzelne Arbeiten, die auf seine produktive Forschung in allen Bereichen der Vorislamischen und Islamischen Kunst verweisen. Viele Ankäufe, die unter seiner Leitung des Museums in Berlin getätigt wurden, erweiterten Umfang, Wissen und Verständnis der persischen Kunst in der islamischen Periode.

## Schriften (Auswahl)
- Persische Teppiche der Safawidenzeit,  In: Pantheon  Nr. 5, 1932, S. 227–231.
- Die sasanidischen Jagdschalen. Untersuchungen zur Entwicklung der iranischen Edelmetallkunst unter den Sasaniden. In: Jahrbuch der Preussischen Kunstsammlungen  Nr. 57, 1936, S. 193–232.
- Das Datum des Tāḳ-i Bustān. In: Ars Islamica Nr. 4, 1937, S. 79–97.
- Eine unbekannte sasanidische Jagdschale. ibid., Nr. 59, 1938, S. 209–217.
- Islamische Bergkristallarbeiten. In: Jahrbuch der Preussischen Kunstsammlungen Nr. 61, 1940, S. 125–146.
- The Art of Carpet Making,  A Survey of Persian Art, In: Ars Islamica  Nr. 8, 1941,  S. 121–291. (engl.)
- Zur Deutung der iranischen Felsreliefs. In:  Forschungen und Fortschritte Nr. 18, 1942, S. 209–211.
- Die Keramik von Afrasiyab. In: Berliner Museen Nr. 63, 1942, S. 18–28.
- Zur Chronologie der sasanidischen Jagdschalen.  In: ZDMG  Nr. 97, 1943, S. 239–283.
- Sasanidische Felsreliefs — Römische Historienreliefs. In: Antike und Abendland  Nr. 3, de Gruyter, 1948.
- Die universalgeschichtliche Stellung der sasanidischen Kunst. In: Saeculum  Nr. 1, 1950, S. 508–534
- Orientalische Teppiche aus vier Jahrhunderten. Ausstellung im Museum für Kunst und Gewerbe, Hamburg, 22. August bis 22. Oktober 1950. Hamburg 1950.
- Die Entwicklung der sāsānidischen Krone.  In: Ars Islamica. Nr. 15/16, 1951, S. 87–123
- Arabische Schriftzeichen als Ornamente in der abendländischen Kunst des Mittelalters. In: Abhandlungen der Akademie der Wissenschaften und der Literatur in Mainz. Geistes- und sozialwissenschaftliche Klasse. Jahrgang 1953. Nr. 9. S. 467–513 (Digitalisat).
- Der türkische Teppich des 15. Jahrhunderts. Istanbul o. J. (1954). Text in deutscher und türkischer Sprache.
- Der orientalische Knüpfteppich: Versuch einer Darstellung seiner Geschichte. Verlag Ernst Wasmuth, Tübingen 1955;
  - übersetzt von C. G. Ellis als Oriental Carpets: An Essay on Their History. New York 1960.
- Der türkische Teppich des 15. Jahrhunderts. Istanbul 1957.
  - übersetzt von R. Pinner als The History of the Early Turkish Carpet. Oguz Press, London 1977 (Mit einer Bibliographie der Teppichpublikationen Kurt Erdmanns von Hanna Erdmann).
- Neue islamische Bergkristalle. In: Ars Orientalis  Nr. 3, 1959, S. 201–205.
- Persepolis: Daten und Deutungen. In: Mitteilungen der Deutschen Orientgesellschaft 92, 1960, S. 31–47.
- Keramische Erwerbungen der Islamischen Abteilung 1958–1960. In: Berliner Museen 1961, Nr. 10, S. 6–15.
- Neuerworbene Gläser der Islamischen Abteilung 1958–1961. In: Berliner Museen  1961, Nr. 11, S. 31–41.
- Das anatolische Karavansaray des 13. Jahrhunderts. Erster Teil.  Katalog (= Istanbuler Forschungen Band 21). Gebr. Mann, Berlin 1961.
- Europa und der Orientteppich. Verlag, F. Kupferberg, Berlin/Mainz 1962.
- mit Peter W. Meister: Kaukasische Teppiche. Ausstellungskatalog Museum für Kunsthandwerk, Frankfurt 1962.
- Carpets East Carpets West. In: Saudi Aramco World, Ausgabe März/April 1965, S. 8–9.
- Siebenhundert Jahre Orientteppich: Zu seiner Geschichte und Erforschung. Herausgegeben von Hanna Erdmann. Bussesche Verlagshandlung, Herford 1966.
  - übersetzt von  M. H. Beattie als Seven Hundred Years of Oriental Carpets. London 1970.
- Iranische Kunst in deutschen Museen (Hrsg.): Hanna Erdmann, unter Verwendung des Nachlasses von Kurt Erdmann; mit einem Vorwort von Annemarie Schimmel. F. Steiner, Wiesbaden 1967.
- mit Hanna Erdmann: Das anatolische Karavansaray des 13. Jahrhunderts. Zweiter und dritter Teil.  Baubeschreibung. Die Ornamente (= Istanbuler Forschungen Band 31). Gebr. Mann, Berlin 1976, ISBN 3-7861-2241-5.